# Élections législatives arubaines de 1994
Les élections législatives arubaines de 1994 sont des élections anticipées qui se déroulent le 29 juillet 1994 à Aruba. Elles sont remportées par le Parti populaire arubais (AVP) qui forme une coalition resserée avec l'Organisation libérale d'Aruba (OLA), donnant lieu à une alternance. Henny Eman (AVP) devient ministre-président d'Aruba.

## Contexte
À la suite des élections législatives de 1993, le Mouvement électoral du peuple (MEP) renouvelle sa coalition tripartite avec  Nelson Oduber pour Ministre-président. Le 17 avril 1994, néanmoins, Oduber démissionne à la suite de désaccords avec ses partenaires de coalition, provoquant des élections anticipées.

## Système politique et électoral
L'île d'Aruba est une île néerlandaise des Caraïbes organisée sous la forme d'une monarchie parlementaire. L'île forme un État du Royaume des Pays-Bas à part entière depuis qu'elle s'est séparée des Antilles néerlandaises en 1986. La reine Béatrice en est nominalement le chef de l'État et y est représenté par un gouverneur.
Le parlement est monocaméral. Son unique chambre, appelée États d'Aruba, est composée de 21 députés élus pour quatre ans selon un mode de scrutin proportionnel plurinominal dans une unique circonscription. Les États d'Aruba nomment le ministre-président et les sept membres du Conseil des ministres qu'il dirige. Ce même ministre-président propose au souverain un gouverneur d'Aruba, représentant de la couronne nommé pour six ans.

## Résultats
|                        |                                     |        |       |        |               |  |  |  |  |
| Partis                 | Partis                              | Voix   | %     | Sièges | +/-           |  |  |  |  |
|                        | Parti populaire arubais (AVP)       | 17 963 | 45,40 | 10     | 1             |  |  |  |  |
|                        | Mouvement électoral du peuple (MEP) | 15 437 | 39,02 | 9      | en stagnation |  |  |  |  |
|                        | Organisation libérale d'Aruba (OLA) | 4 415  | 11,16 | 2      | 1             |  |  |  |  |
|                        | Parti patriotique arubain (PPA)     | 1 751  | 4,43  | 0      | 1             |  |  |  |  |
|                        |                                     |        |       |        |               |  |  |  |  |
| Suffrages exprimés     | Suffrages exprimés                  | 39 566 | 98,95 |        |               |  |  |  |  |
| Votes blancs et nuls   | Votes blancs et nuls                | 420    | 1,05  |        |               |  |  |  |  |
| Total                  | Total                               | 39 986 | 100   | 21     | en stagnation |  |  |  |  |
| Abstention             | Abstention                          | 6 862  | 14,65 |        |               |  |  |  |  |
| Inscrits/Participation | Inscrits/Participation              | 46 848 | 85,35 |        |               |  |  |  |  |